# 于元燁
于元燁（？—1650年11月28日（永曆四年十一月乙卯）），字闇然，兗州府東阿縣人，明朝、南明政治人物。

## 生平
于元燁是大學士于慎行的從孫，曾任中書舍人、歷常州通判、刑部員外郎、郎中。之後外任黎平知府，駕馭當地橫行不法的武官；累遷長沙僉事、下湖南參政、湖廣右布政使，期間為政保持大體，不渴求聲譽，關懷當地人民。永曆帝即位，他陞任太常卿、兵部右侍郎、協理京營，調往工部監督錢法。很快他在全州迎接永曆帝，再陞太子少保、兵部尚書，總督兩廣，掌管刑部和工部。郝永忠部隊來到，他請求瞿式耜不要開城接納部隊，未得允許；其後改管刑部，攝任戶部，被彈劾辭官。
永曆三年（1649年）九月，朝廷起用于元燁總督雲南，很快改為總督楚豫，兼巡撫漢黃。次年（1650年）王化澄與張同敞不合，移他任兵部、左都御史，總督廣西、湖廣，賜尚方劍方便行事，駐在新寧。楚地淪陷，吳其靁上表專任張同敞，於是永曆帝罷免于元燁；胡一青上疏留任，他改為總督廣西，與瞿式耜不和。雲南將領趙應選勢力強大，他打算巴結以自助；有一名少女曾許配給王永祚的兒子，元燁將他改嫁為給趙應選的兒子，結果令趙應選、王永祚不和睦，部將離心。同年十一月，清兵逼進桂林，他在靈川自刎而死；妻子賈氏及女兒上吊自殺，通判劉秉中也被殺。于元燁機警擅長應變，能聯絡各勳鎮，但個性兒戲不能秉正，被時人看輕。南明朝廷得知他自殺，追諡忠愍，贈劉秉中為光祿少卿。

## 引用
1. 1 2  錢海岳《南明史·卷三·本紀第三》：（永曆四年十一月）乙卯，遂陷桂林，臨桂伯瞿式耜、總督張同敞陷清兵；靖江王亨歅薨；尚書于元燁、侍郎丁朝棟、江振鵬，巡撫許啟洪，將軍李當瑞，總兵胡祖虞、羊明節等死之……
2. 1 2  錢海岳《南明史·卷六十·列傳第三十六》：于元燁，字闇然，東阿人。大學士慎行從孫。任中書舍人，歷常州通判、刑部員外郎、郎中。出為黎平知府，武弁不法，駕馭有方。累遷長沙僉事、下湖南參政、湖廣右布政使。為政持大體，不市聲譽，所至民懷。昭宗立，擢太常卿、兵部右侍郎、協理京營，調工部督錢法。迎扈全州，陞太子少保、兵部尚書，總督兩廣，掌刑、工兩部。郝永忠兵至，請瞿式耜閉城勿納，不許。改刑部，攝戶部，被劾去。
3. ↑  錢海岳《南明史·卷六十·列傳第三十六》：永曆三年九月，起總督雲南，尋改楚豫，兼巡撫漢黃。四年，王化澄憾張同敞，遽移元燁兵部、左都御史，總督廣西湖廣，賜尚方劍便宜行事，駐新寧。楚地陷，吳其靁請專任同敞，上命罷元燁。胡一青復疏留，改督廣西，頗與式耜相忤。滇將趙應選方強，元燁欲結以自助。有少女許字王永祚之子矣，乃改嫁為應選子婦，繇是應選、永祚不睦，諸將心益離。十一月，清兵逼桂林，至靈川，自刎死。妻賈及女自經死。通判劉秉中亦死。元燁機變善肆應，能聯絡勳鎮，顧狡獪不能持正，論者少之。事聞，謐元燁忠愍，贈秉中光祿少卿。